# Le Roy (Iowa)
Le Roy es una ciudad ubicada en el condado de Decatur en el estado estadounidense de Iowa. En el Censo de 2010 tenía una población de 15 habitantes y una densidad poblacional de 17,55 personas por km².

## Geografía
Le Roy se encuentra ubicada en las coordenadas 40°52′42″N 93°35′33″O / 40.87833, -93.59250. Según la Oficina del Censo de los Estados Unidos, Le Roy tiene una superficie total de 0.85 km², de la cual 0.85 km² corresponden a tierra firme y (0%) 0 km² es agua.

## Demografía
Según el censo de 2010, había 15 personas residiendo en Le Roy. La densidad de población era de 17,55 hab./km². De los 15 habitantes, Le Roy estaba compuesto por el 93.33% blancos, el 0% eran afroamericanos, el 0% eran amerindios, el 0% eran asiáticos, el 0% eran isleños del Pacífico, el 0% eran de otras razas y el 6.67% pertenecían a dos o más razas. Del total de la población el 0% eran hispanos o latinos de cualquier raza.